# Carlo Galetti
Carlo Galetti, född 26 augusti 1882 i Corsico, död 31 mars 1949 i Milano, var en italiensk proffscyklist. Han vann Giro d'Italia tre gånger i rad: 1910, 1911 och 1912. 1912 blev han vinnare med Team Atala, de övriga cyklisterna i stallet var Giovanni Micheletto och Eberardo Pavesi.

## Meriter
- Giro d'Italia (1910,1911,1912)
- 6 etapper, Giro d'Italia